# Per un pugno di libri
Per un pugno di libri è stato un programma televisivo di Rai 3, ideato da Paolo Taggi e Chicco Agnese, trasmesso dal 1998, nella seconda serata del martedì e poi del giovedì nella prima edizione, nel pomeriggio della domenica per 14 edizioni e, dal 2014, nel pomeriggio del sabato. Dal 2014 al 2020 è stato condotto da Geppi Cucciari con Piero Dorfles; in passato è stato condotto da Patrizio Roversi (1998-2001), da Neri Marcorè (2001-2011) e da Veronica Pivetti (2012-2013), sempre affiancati da Dorfles. Il programma è scritto da Maria Vittoria Fenu, Andrea Salerno, Paolo Taggi, Marta Mandò, Gabriella Oberti e Alessandro Rossi, per la regia di Igor Skofic. L'edizione del programma è a cura di Michele Ventrone.
Nato come appuntamento di seconda serata, è stato in seguito collocato per anni nella fascia pomeridiana domenicale, in concorrenza con talk-show generalisti e trasmissioni sportive di largo ascolto. Il programma, in base a quanto dichiarato dalla RAI, veniva seguito da un pubblico di oltre un milione di spettatori.
Per un pugno di libri, nella programmazione delle reti RAI e Mediaset, era uno dei pochi spazi televisivi espressamente dedicati ai libri e alla lettura. Nonostante i buoni risultati di ascolto, era stato cancellato dopo l'edizione 2009-2010. Tuttavia, grazie alle proteste degli spettatori, il 17 ottobre dello stesso anno è tornato in onda nella sua storica fascia oraria. L'edizione 2020 termina anticipatamente il 14 marzo a causa delle misure restrittive anti-Covid-19, assegnando la vittoria alla classe che fino a quel momento aveva realizzato il punteggio più alto.

## Panoramica
Il programma può essere assimilato a un quiz a premi, in cui il premio è costituito dall'oggetto stesso del programma, i libri. Vi concorrono due classi scolastiche antagoniste, provenienti da scuole secondarie di secondo grado di diverse regioni italiane: la classe che accumula più libri, li vince. Fino all'edizione 2006 al fianco dei concorrenti giocava un personaggio televisivo celebre che, insieme al portavoce della classe, era abilitato a rispondere ai quesiti.
Risulta tuttavia riduttivo derubricare Per un pugno di libri a semplice quiz televisivo, dal momento che uno dei fini del programma è proporre nuove letture al pubblico che segue da casa. Inoltre, ciascuna puntata si identifica con un libro particolare, generalmente un classico della letteratura internazionale, che i concorrenti sono tenuti ad aver letto e su cui si incentrano la maggior parte delle sfide. Nell'edizione 2006/2007, però, le puntate si erano basate su due libri, uno per ogni squadra.

## Cast televisivo
Per dieci anni il programma è stato condotto da Neri Marcorè affiancato da Piero Dorfles, noto giornalista e responsabile della programmazione culturale di RadioRAI. Quest'ultimo aveva il compito di correggere gli errori commessi nelle sfide dai concorrenti e soprattutto di proporre nuove letture di recente uscita, offrendo un'ampia prospettiva sulla trama del libro stesso, con tanto di commento ed apprezzamento personale. Nelle edizioni 2009-2010 e 2010-2011 ha fatto parte del cast anche l'attore Giancarlo Ratti. Precedentemente a Marcorè, Patrizio Roversi era stato il primo conduttore della trasmissione, per le prime tre edizioni, con modalità molto simili. Dall'edizione 2012 la conduzione è stata affidata a Veronica Pivetti. Nel 2014 subentra alla conduzione Geppi Cucciari.

## Struttura
Il gioco inizia con la presentazione del libro di cui si occupava la puntata, delle classi concorrenti e delle celebrità che le accompagnavano.
In seguito iniziano le sfide, che nell'edizione 2020 erano state, nell'ordine:
- Le relazioni spericolate: le classi in gara dovevano fare abbinamenti corretti seguendo una logica tra le parole elencate;
- La ricetta: sulla schermata compariva una tabellone dove venivano forniti indizi su famose opere letterarie indirizzate su aspetti e termini culinari;
- Per chi suona la campanella: due persone venivano scelte come rappresentante di ciascuna classe, ascoltando la lettura dell'opera da indovinare, per vincere la sfida il primo che toccava una campanella posta nell'altra estremità dello studio portava a casa tre libri;
- L'identikit: attraverso delle emoticon i concorrenti dovevano rispondere in maniera corretta al classico della letteratura a cui è riferito;
- O il rosso o il nero: i conduttori ponevano delle domande alle classi in merito al libro della puntata la scuola che rispondeva giusto a più domande vinceva la sfida;
- Fuori gli autori: veniva elencato una serie di titoli di classici ed i concorrenti dovevano individuare l'autore di ciascuno in un minuto;
- Il domandone: venivano proposte tre possibilità di domande nascoste in tre buste su particolarità del libro-puntata e, a seconda della difficoltà scelta, la classe che rispondeva esattamente vinceva anche la puntata;

Nelle edizioni precedenti, le sfide erano:
- Biografia: consisteva nell'individuare gli errori volutamente commessi nello stendere la biografia dell'autore del libro-puntata;
- Chi l'ha fatto? Chi l'ha detto?: venivano poste due citazioni ad una squadra e due eventi all'altra, ed i concorrenti dovevano risalire all'origine;
- Indovina il titolo: attraverso una serie di indizi, i concorrenti dovevano indovinare il titolo del libro di cui si stava parlando;
- Fuori gli autori: veniva elencato una serie di titoli di classici ed i concorrenti dovevano individuare l'autore di ciascuno in un minuto;
- Due su tre: venivano proposte tre possibilità di domande su particolarità del libro-puntata e, a seconda della difficoltà scelta, venivano assegnati più o meno libri.

Durante la trasmissione venivano mandati in onda due o tre filmati in cui personaggi autorevoli commentavano il libro preso a icona della puntata.

## Edizioni
Il programma è nato nel maggio del 1998 nell'ambito della "Festa del Libro", una serie di iniziative per promuovere la lettura patrocinate dal dipartimento dell'editoria della Presidenza del Consiglio. In quella occasione va in onda quotidianamente per una settimana, per poi proseguire con cadenza settimanale per il resto della stagione televisiva.

## Partecipazione del pubblico
Il pubblico da casa è invitato a partecipare ad un gioco in cui bisogna indovinare il titolo di un libro partendo da una definizione citata dai conduttori nel corso del programma, ad esempio la definizione "La paura del fantino" nasconde in realtà Il buio oltre la siepe di Harper Lee.
Il premio consiste in cinque libri, incrementato di ulteriori cinque libri ad ogni risposta errata.

## Accoglienza
Il programma aveva ricevuto l'apprezzamento di Franca Pilla, consorte del presidente della Repubblica Carlo Azeglio Ciampi, la quale, in una sua invettiva contro la televisione aveva "salvato" alcuni programmi da lei considerati educativi ed intelligenti, citando tra questi Per un pugno di libri.
Durante una seduta della Commissione di vigilanza parlamentare Rai il programma era stato definito "d'indubbio profilo educativo e di promozione culturale".

## Riconoscimenti
- 1999 – 39º Premio Regia Televisiva
  - Miglior programma[2]
- 1999 – 21º Premio Fregene
  - Divulgazione culturale[2][9]
- 1999 – Festival della Rosa d'oro
  - Candidato nella categoria game show[2][10]

## Musiche
Nelle precedenti edizioni, durante i cambi di gioco, la musica di sottofondo era uno spezzone della canzone Because We Can di Fatboy Slim, tratta dal musical Moulin Rouge!.
Dall'edizione 2005-2006, facevano parte della colonna sonora la Marcia funebre per una marionetta di Charles Gounod e il tema musicale principale della serie Missione Impossibile di Lalo Schifrin.